# Доніл Генрі
Доніл Генрі (англ. Doneil Henry, нар. 24 квітня 1993, Брамптон) — канадський футболіст ямайського походження, що грав на позиції захисника.
Виступав, зокрема, за клуб «Торонто», а також національну збірну Канади.

## Клубна кар'єра
Народився у Брамптоні, Канада. Батьки Генрі, Беверлі та Менокал Генрі, переїхали до Канади з Ямайки. Вихованець клубу «Торонто». 2 червня 2010 року в матчі чемпіонату Канади проти «Ванкувер Вайткепс» він дебютував за першу команду. 26 серпня Генрі підписав з «Торонто» професійний контракт, ставши першим доморощеним гравцем в історії клубу. 23 жовтня у поєдинку проти «Ді Сі Юнайтед» він дебютував у Major League Soccer. Протягом трьох перших сезонів Доніл ставав переможцем чемпіонату Канади. 28 квітня 2012 року в матчі проти «Реал Солт-Лейк» Генрі забив свій перший гол у професійній кар'єрі.
31 жовтня 2014 року було оголошено, що Генрі було продано в кіпрський «Аполлон», але до кінця сезону 2014 року він залишився у «Торонто» на правах оренди. Після цього, так і не зігравши за кіпріотів, на початку 2015 року Доніл перейшов до англійського «Вест Гем Юнайтеда». Не зігравши за команду жодної гри, 4 березня він був відданий у короткострокову оренду у «Блекберн Роверз». У той же день у матчі проти «Шеффілд Венсдей» (2:1) Генрі дебютував у Чемпіоншипі. Загалом провів за команду 3 матчі і влітку повернувся до «молотобійців». Він дебютував у «Вест Гемі» 6 серпня 2015 року під час виїзної гри проти румунської «Астри» (1:2) у кваліфікаційному етапі Ліги Європи, але його команда сенсаційно вибула з турніру в результаті поразки. Це була його єдина поява за клуб, оскільки вже 24 листопада він повернувся в оренду в «Блекберн Роверз», а згодом грав за данський «Горсенс» на правах оренди. 15 грудня 2017 року «Вест Гем» повідомив, що контракт з Генрі розірвано за взаємною згодою.
22 грудня 2017 року Генрі офіційно повернувся до Major League Soccer, приєднавшись до клубу «Ванкувер Вайткепс». 25 квітня 2018 року для набору ігрових кондицій після травми Доніла було відправлено в короткострокову оренду до клубу USL «Оттава Ф'юрі».
20 листопада 2019 року було оголошено про перехід Генрі до клубу чемпіонату Південної Кореї «Сувон Самсунг Блювінгз» у січні 2020 року. За «Сувон» він дебютував 19 лютого 2020 року в матчі Ліги чемпіонів АФК проти японського «Віссел Кобе». Свій перший гол за «Сувон» він забив 31 жовтня у матчі стартового туру К-ліги 2020 проти «Канвона». Загалом провів у команді два сезони, після чого повернувся у Major League Soccer, де грав за клуби «Лос-Анджелес», «Торонто» та «Міннесота Юнайтед».

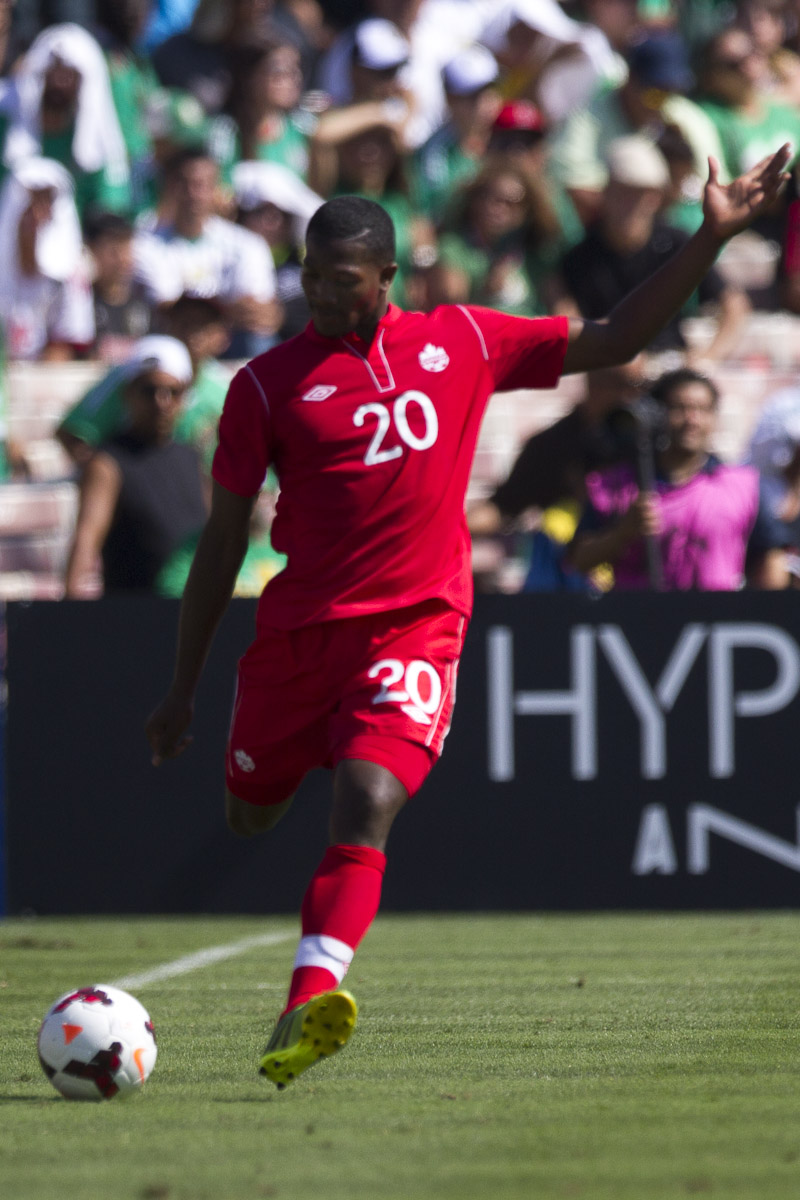
Доніл Генрі у збірній Канади на Золотому кубку КОНКАКАФ 2013 року.

Завершив ігрову кар'єру у команді «Галіфакс Вондерерс», за яку виступав протягом 2023 року у Канадській прем'єр-лізі.

## Виступи за збірні
Протягом 2011—2013 років залучався до складу молодіжної збірної Канади. У її складі взяв участь у двох поспіль молодіжних чемпіонатах світу — 2011 та 2013 років. На молодіжному рівні зіграв у 6 офіційних матчах. Також грав у складі збірної Канади U23 в олімпійському кваліфікаційному турнірі КОНКАКАФ 2012 року, де забив гол у грі проти Сполучених Штатів U23 (2:0).
15 серпня 2012 року дебютував в офіційних іграх у складі національної збірної Канади в товариському матчі проти збірної Тринідаду і Тобаго (2:0). Наступного року у складі збірної був учасником Золотого кубка КОНКАКАФ 2013 року у США, де зіграв у всіх трьох іграх, але канадці посіли останнє місце у групі.
Через травму у 2017 році він не зіграв на наступній континентальній першості, але надалі був у заявках на розіграшах Золотого кубка КОНКАКАФ 2019 та 2021 років.
Очікувалося, що Генрі буде включено до збірної Канади на чемпіонат світу 2022 року, але під час розминки перед товариським матчем проти Бахрейну 11 листопада він отримав травму гомілки, через що не потрапив до фінального складу.  В результаті Генрі за збірну більше не грав. Загалом протягом кар'єри в національній команді, яка тривала 11 років, провів у її формі 44 матчі, забивши один гол — 7 вересня 2019 року у матчі Ліги націй КОНКАКАФ 2019/20 проти збірної Куби (6:0).

## Тренерська кар'єра
У грудні 2021 року став співвласником новоствореного клубу «Сімко Каунті Роверз» З Ліги1 Онтаріо. У червні 2024 року він був призначений спортивним директором клубу. Невдовзі після цього він був призначений до тренерського штабу команди, підтримуючи тимчасового тренера після звільнення головного тренера. У 2025 році він був призначений головним тренером команди.

## Досягнення
- Чемпіон Канади: 2010, 2011, 2012